# Ala ossis sacri

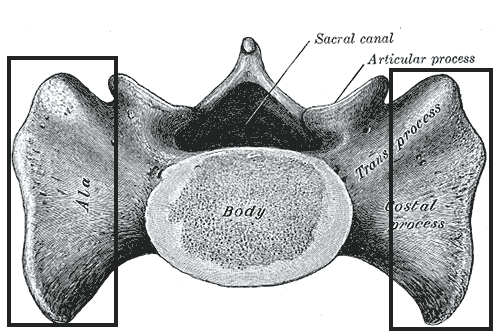
Egy keresztcsont (a két fekete téglalap jelöli a szárnyakat)

A keresztcsont (os sacrum) basis ossis sacri nevű részének mind két oldalán van egy nagy háromszögletű felszín ami támaszt nyújt a musculus psoas majornak és a truncus lumbosacralis-nak. Ez a ala ossis sacri (az ala latin szó és szárnyat vagy szárnyszerű nyúlványt jelent). Ez a rész tovább folytatódik a fossa iliaca-ába. Egy kicsit konkáv alakú oldalról de hátulról konvex. A csípőcsonti izomnak (musculus iliacus) néhány izomrostja tapad itt. Az ala hátsó negyede kialakítja a processus transversus vertebrae-át. Az elülső 3/4-e kialakítja a processus costalis vertebrae-t.